# 八寶鴨
八寶鴨是上海风味名菜。该菜以鸭、冬菇、冬笋、火腿丁、豬肉丁、粟米丁、虾仁、莲子、糯米、青豆为食材，並以紹興酒、醬油、白糖調味製成。八寶鴨制作时至少蒸数小時至軟。

## 典故
相傳林則徐任江蘇按察使時，眼見鴉片害人，便下令江蘇全面禁煙。他發現有人不理會禁令，繼續吸食鴉片，便微服出巡，換上富商的服飾。他留意到一艘遊船有一縷縷的輕煙飄起來，十分古怪，便召船家駛向遊船。
林則徐為了試探船家，假裝不耐煩地說：「船家，前艙那東西很香，我何時才可過過癮呢？」船家便捧出鴉片煙，讓林則徐使用。林則徐臉色當堂一沉，指着桌面的一道沒骨菜問是什麼，船家回答那是蘇州船菜「出骨八寶鴨」，林則徐便回應：「哼！你連「骨」（「骨」與「國」讀音相似）也賣了！有像你這樣的人，國家怎可富強起來？」船家才認出眼前的富商就是下令江蘇全面禁煙的林則徐，此事傳遍蘇州，也有人將這件事編成歌謠，而那道八寶鴨，亦因為林則徐而聲名大揚，成為蘇州名菜。